# Michael Jackson's This Is It
Michael Jackson's This Is It je američki dokumentarni i koncertni film objavljen 2009. godine. Režirao ga je Keni Ortega. U njemu su prikazani kadrovi sa priprema Majkla Džeksona za istoimene koncerte, sa bine i iza scene. Serija koncerata bi otpočela 13. jula 2009. ali je otkazana usled pevačeve smrti. This Is It je dokumentarac sa najvećom zaradom u istoriji kinematografije. Reditelj filma, Keni Ortega, izjavio je da prvobitno nije bilo planirano da se objavi bilo kakav materijal, ali da je posle Džeksonove smrti dogovoreno da se to učini zbog njegovih fanova. Materijal je snimljen u Los Anđelesu, Kalifornija.
Prvobitno određen da se izda 30. oktobra, izlazak filma je pomeren za dva dana ranije zbog zahteva fanova. Takođe, trebalo je da se prikazuje u bioskopima samo dve nedelje od 28. oktobra do 12. novembra 2009, što je produženo. Da bi se zadovoljila velika potražnja, prodaja karata je krenula mesec dana ranije. Do danas, film je srušio nekoliko rekorda prodajom karata.
Još od najave filma, producenti i distributeri su naišli na negativne kritike. Optuživani su da ga objavljuju samo da bi napravili profit. Mnogi članovi Džeksonove porodice nisu podržali ovaj projekat. Neki članovi zajedno sa obožavaocima su pokušali da zaustave izlasak filma. Postojale su i sumnje da se Džekson ne pojavljuje u njemu već njegov dubler što je Soni demantovao. U avgustu 2009, sudskim putem je odobreno predstavnicima Džeksonove zaostavštine, promoteru koncerata Ej-I-Džiju i Soniju da krenu sa produkcijom. Dogovor je dao pravo Soniju na upotrebu stotina sati video materijala sa priprema. Za ova prava, navodno, Soni je platio 60 miliona američkih dolara.
Film je naišao uglavnom na pozitivne ocene i od strane filmskih kritičara i od strane Džeksonovih obožavalaca. Generalno, hvaljeni su način na koji je pevač prikazan i njegovi nastupi. Negativna kritika se odnosila na sumnje da je film objavljen radi profita i na verovanje da Džekson kao perfekcionista nikad ne bi objavio snimke. Tokom prve nedelje, film je zaradio 23 miliona dolara u Sjedinjenim Američki Državama čime je zauzeo prvo mesto boks ofisa. Širom sveta, zaradio je ukupno oko 261 milion dolara tokom bioskopskog prikazivanja čime je postao dokumentarni i koncertni film sa najvećom zaradom svih vremena. 